# دانييل باوتيستا بينا
دانيال 'داني' باوتيستا بينا (من مواليد 25 فبراير 1981 في إشبيلية، أندلوسيا) هو لاعب كرة قدم إسباني، يلعب لنادي ريال مورسيا في مركز المدافع الأسير.

## وصلات خارجية
- دانييل باوتيستا بينا على موقع قاعدة بيانات كرة القدم.إي يو (الإنجليزية)
- دانييل باوتيستا بينا على موقع Soccerway.com (الإنجليزية)
- دانييل باوتيستا بينا على موقع AS.com (الإسبانية)

- Almería official profile (بالإسبانية)
- BDFutbol profile
- Futbolme profile (بالإسبانية)
- Transfermarkt profile